# Tisamène (fils d'Antiochus)
Pour les articles homonymes, voir Tisamène.
Tisamène (en grec ancien Τισαμενός, Tisamenós), de la famille des Clícides (ca), une branche des Iamides, est le fils d'un Antiochus mentionné dans le livre 9 des Histoires d'Hérodote.

## Description
Athlète, Tisamène est un devin pour l'armée grecque durant les Guerres médiques. L'oracle de Delphes prédit qu'il gagnera cinq grandes batailles, et les Spartiates souhaitent ainsi l'engager. Bien qu'il soit originaire d'Élis, lui et son frère deviennent citoyens de Sparte dans le cadre de l'accord. Ils sont les seuls étrangers auxquels ce privilège ait jamais été accordé.